# Força Aérea Um

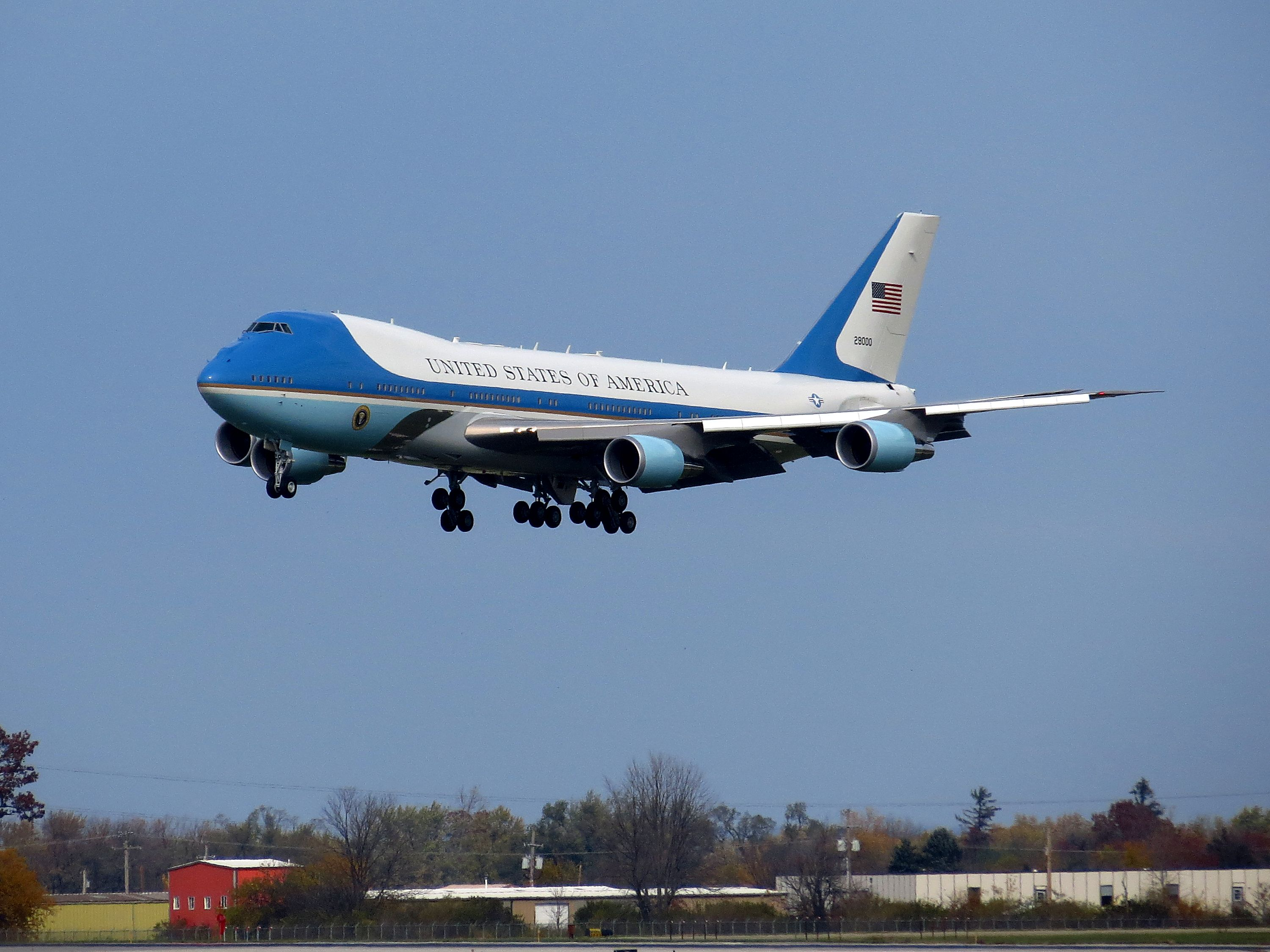
O atual avião presidencial oficial dos Estados Unidos, em 2012

O Força Aérea Um (Air Force One) é o indicativo de chamada oficial para controle de tráfego aéreo que a Força Aérea dos Estados Unidos utiliza para referenciar qualquer avião que carregue o Presidente dos Estados Unidos. Na linguagem comum, o termo é aplicado ao avião da força aérea modificado para serviço especial do presidente, que ele utiliza como transporte oficial. Tais aeronaves são símbolos importantes da presidência americana e de seu poder.
A ideia de designar uma aeronave militar específica para transportar o Presidente aconteceu após o voo do Boeing 314 Dixie Clipper em 1943, quando oficiais da Forças Aéreas do Exército dos Estados Unidos passaram a se preocupar com a ideia do presidente continuar usando companhias aéreas comerciais para viagens oficiais. Um C-87 Liberator Express foi adquirido e reconfigurado para viagens VIP do presidente e foi renomeado Guess Where II (em português, "Advinhe Aonde"), mas o Serviço Secreto rejeitou essa aeronave devido ao seu histórico de acidentes. Um C-54 Skymaster foi então comissionado e adaptado para serviço do presidente em suas viagens; apelidado de Sacred Cow ("Vaca Sagrada"), carregando o presidente Franklin D. Roosevelt até a Conferência de Yalta em fevereiro de 1945 e permaneceu em serviço por mais dois anos, também transportando o presidente Harry S. Truman.
O indicativo de chamada Air Force One foi criado em 1953, após o Lockheed Constellation, apelidado de Columbine II, que carregava o presidente Dwight D. Eisenhower entrar num espaço aéreo onde um avião comercial também utilizava o mesmo número de voo. Desde então, o governo dos Estados Unidos determinou que apenas o avião que carrega o presidente pode ter esse indicativo de chamada.
No decorrer dos anos, os presidentes dos Estados Unidos foram adquirindo mais aeronaves, mais modernas, com maior autonomia de voo e mais segurança. Entre os modelos que carregaram os Chefes de Estado americanos estão o Lockheed Constellation, Columbine III e dois Boeing 707s, introduzidos entre as décadas de 1960 e 70. Desde 1990, a frota presidencial conta com dois Boeing VC-25As, baseados no Boeing 747-200B. Estes modelos foram altamente modificados, carregando defesas antiaéreas, fuselagem blindada, proteção contra pulso eletromagnético e outras medidas de defesa secretas. O avião não só serve mais para transporte do presidente, mas também, em caso de emergência nacional, pode ser utilizado como posto de comando no ar, com o presidente tendo a capacidade de se conectar com todos os escritórios do governo e comandar as forças armadas.
Atualmente, a força aérea dos Estados Unidos encomendou duas aeronaves Boeing 747-8 para substituir o VC-25 como o novo Air Force One.

## Galeria de imagens

Um Douglas VC-54C, em 1947, o primeiro avião exclusivo para uso do presidente.
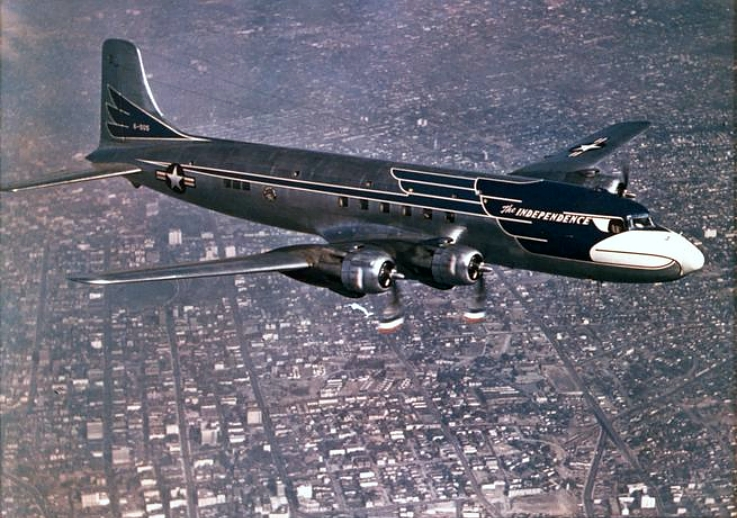
O Douglas VC-118 Independence, utilizado no começo dos anos 50.
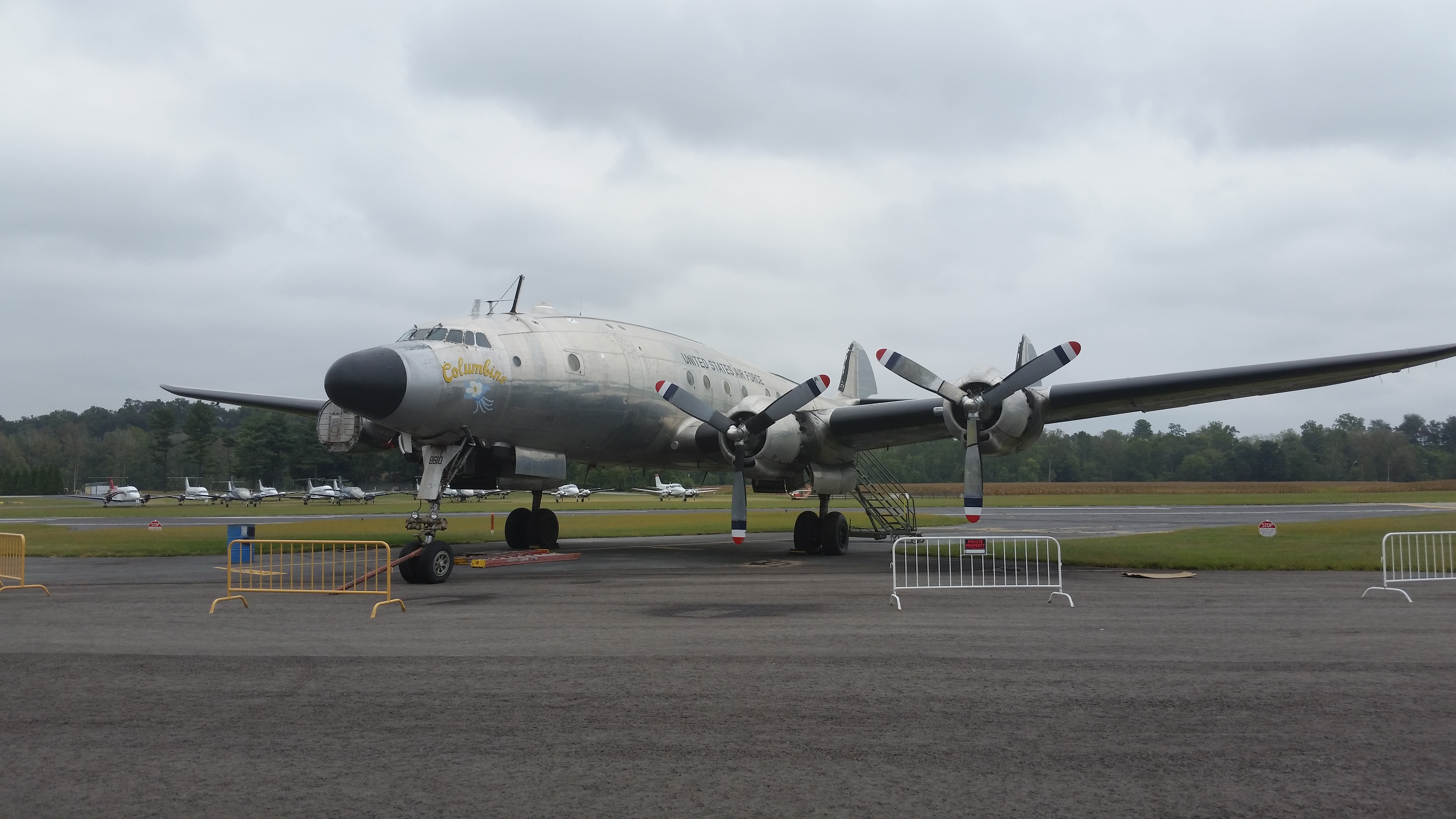
O Columbine II, utilizado pelo presidente Eisenhower.
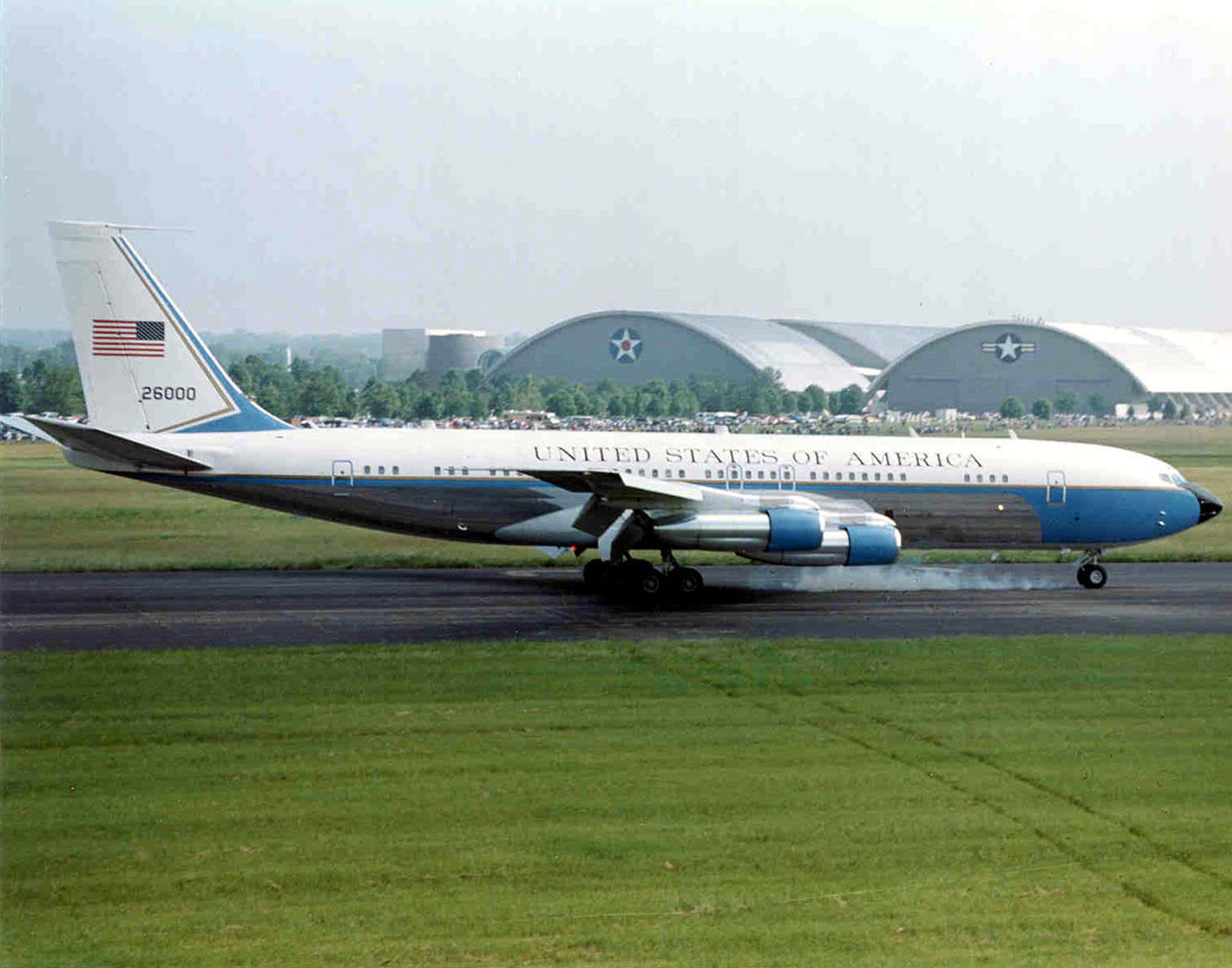
O Boeing VC-137C, adquirido pelo governo dos Estados Unidos em 1962.
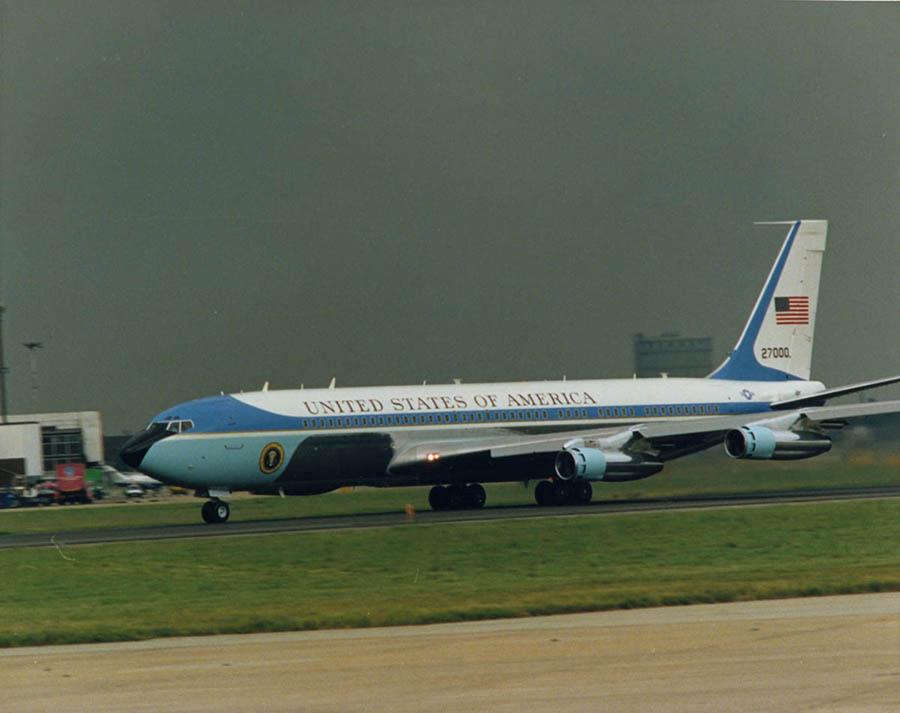
O VC-137C SAM 27000, utilizado durante a década de 1970.
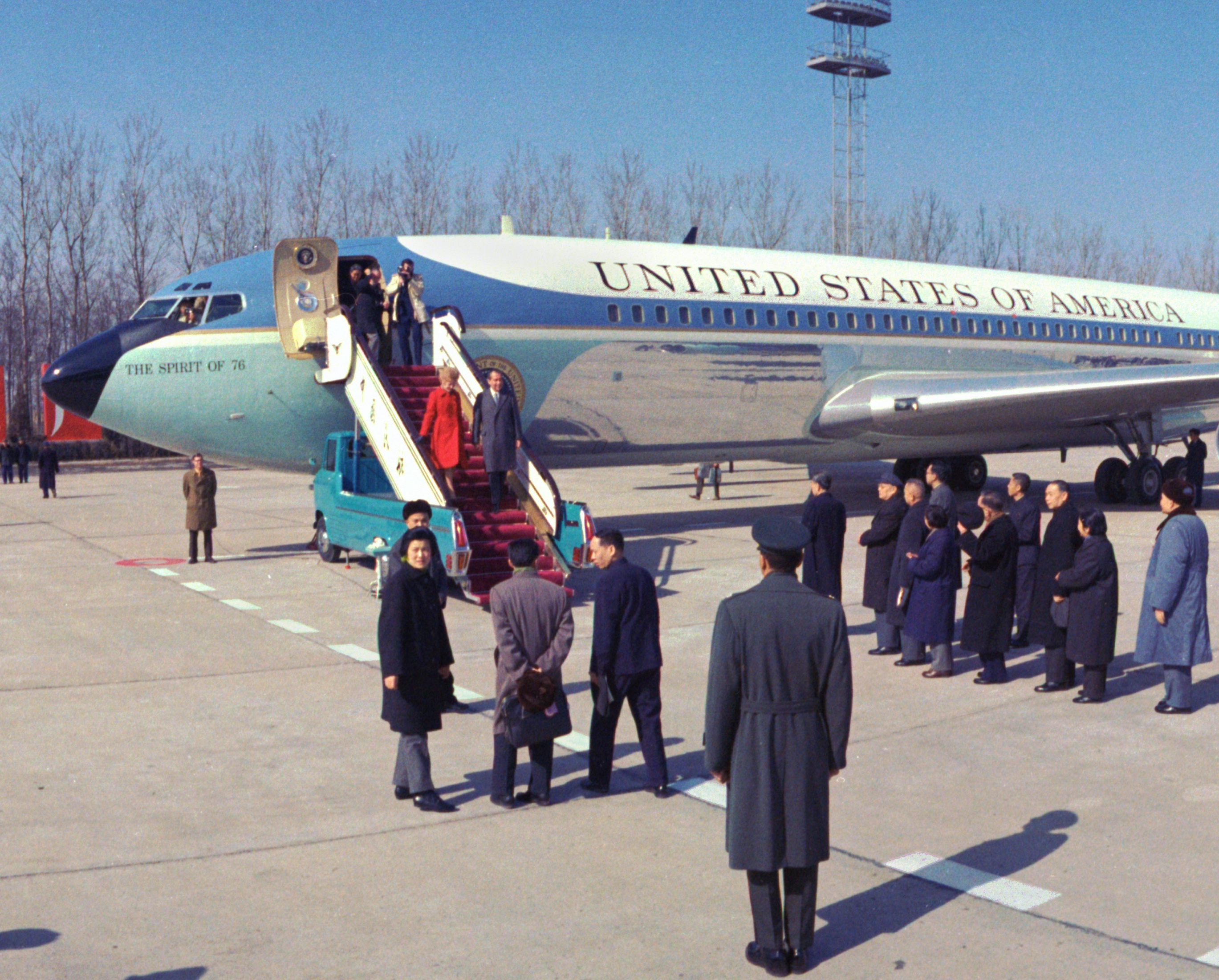
O presidente Nixon deixando o SAM 26000 na sua visita a China.
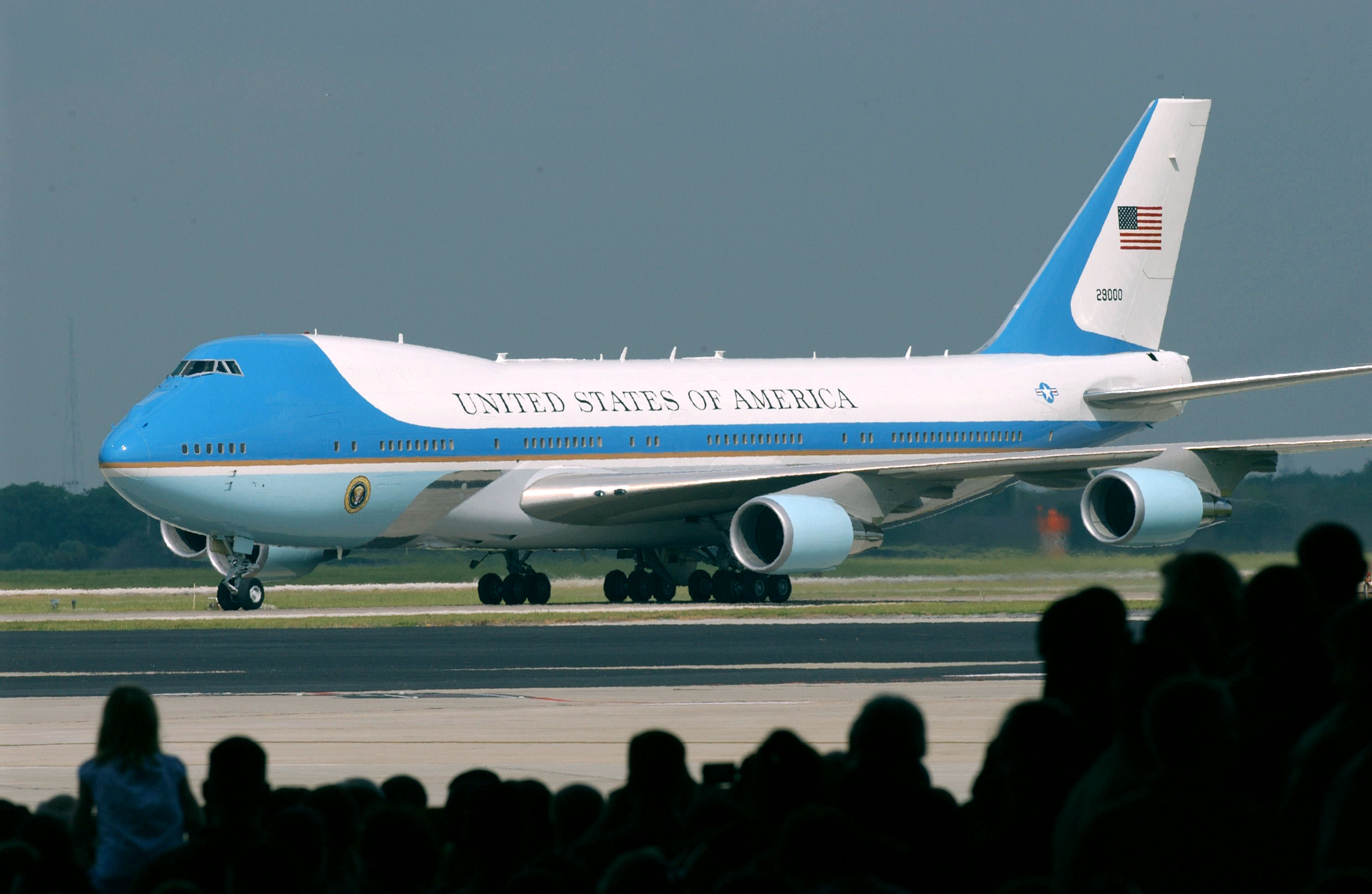
O VC-25, modelo utilizado atualmente pelo presidente dos Estados Unidos. Adquirido no governo Reagan, só começou a ser utilizado em 1990, durante o governo de George H. W. Bush. É uma versão muito modificada de um Boeing 747.